# Inspekteur Minenräumdienst Donau
Der Inspekteur Minenräumdienst Donau (IMRDD) war eine deutsche Dienststelle der Kriegsmarine im Zweiten Weltkrieg.

## Geschichte
Am 20. April 1944 wurde der Inspekteur Minenräumdienst Donau mit Sitz in Belgrad aufgestellt und anfangs dem Marinegruppenkommando Süd unterstellt. Das Kriegstagebuch der Seekriegsleitung notiert für den 15. April 1944, dass für die organisatorische Verbesserung und Vereinheitlichung der Minenabwehr die Aufstellung des Inspekteurs für Minenräumdienst auf der Donau vorgeschlagen wird und einen Tag später, dass eine äußerst bedrohliche Feindlage für Angriffe mit Luftminen bestehe, sodass sämtliche Räummittel der Marine, des Heeres und der Luftwaffe zusammengezogen werden sollten. Mit dem 17. April 1944 wurden die im Bereich der Donau operierenden Heeresbefehlshaber angewiesen, den aufzustellenden IMRDD bei seinen Aufgaben zu unterstützen. Ebenso wurde die Wichtigkeit des Donauverkehrs für die Versorgung des Südostraums hervorgehoben und festgehalten, dass das Freihalten der Donau entgegen der üblichen Festlegung aufgrund fehlender Mittel nicht durch das Heer, sondern durch die Kriegsmarine in Form des IMRDD geleitet werden soll.
Der Inspekteur Minenräumdienst Donau wurde zur Sammelstelle aller Meldungen des Minenräum- und Luftminenbeobachtungsdienstes, sowohl für deutsche als auch für verbündete Truppen. Er erhielt die Gesamtleitung aller im Donaubereich eingesetzten Minenräumkräfte.
Ende August 1944 wurde die Befehlsgebung auf der gesamten Donau an den IMRDD übertragen. Gerade der Bereich des Eisernen Tores war strategisch wichtig für die Wehrmacht, sodass der IMRDD mehrfach Durchbrüche der deutschen Truppen, z. T. mit von ihm angefragter Luftwaffenunterstützung, ermöglichen sollte. So sollte ein Verband von über 100 Schiffen der Donau- und Schwarzmeerflotte mit zahlreichen Flüchtlingen und Verwundeten an Bord unter der Führung des Chefs des Oberwerftstabes Admiral Schwarzes Meer, Konteradmiral (Ing.) Paul-Willy Zieb, Ende August 1944 die Donau durchfahren. Am 2. September 1944 wurden zeitweise, wie auch im weiteren Verlauf immer mal wieder, die drei Minenräumgruppen auf der Donau und die Donauflottille dem IMRDD unterstellt. Am nächsten Tag, der Verband von Zieb lag noch in Prahovo, verschlechterte sich die Lage am Eisernen Tor für die deutschen Truppen. Der Verband Zieb verließ vormittags am 4. September 1944 Prahovo, und Zieb übermittelte, dass er zur Sperrung der Donau beabsichtigte, die ungeeigneten Schiffe seines Verbandes selbst zu versenken. Das Kriegstagebuch hält für den 5. September 1944 fest, dass ein Befehl an Zieb und den IMRDD ergangen sei, das bis dahin erfolgreiche Unternehmen mit einem baldigen, erfolgreichen Durchbruch ohne weitere Verzögerungen zum Abschluss zu bringen. Ab dem 6. September 1944 erfolgten aber trotzdem die Versenkungen von Schiffen aus dem Verband auf der Donau. Als am 7. September 1944 der Angriff auf die untere Kataraktenstrecke im Zuge des Unternehmens Wassernixe scheiterte, war ein Durchbruch nicht mehr möglich. Zieb übermittelte am 7. September 1944, dass er den größten Teil des Verbandes versenkt habe. Am 10. September 1944 befahl der IMRDD noch mal einen erfolglosen Durchbruchsversuch, sollte aber mit Befehl vom gleichen Tag mit dem Wohnschiff Helios in das Reichsgebiet verlegen. Am 22. September 1944 forderte der Sonderbevollmächtigte für die Donau Generaladmiral Wilhelm Marschall erneut gegenüber der Skl, den IMRDD in einen Sicherungschef umzuwandeln, um darunter alle Aufgaben zusammenzufassen. Eine Umwandlung erfolgte bis Kriegsende aber nicht.
Am 12. April 1945 wurde der IMRDD dem Admiral Südost, dem ehemaligen Marinegruppenkommando Süd, unterstellt. 
Einziger Inspekteur war der Kapitän zur See der Reserve Anselm Lautenschlager.

## Gliederung
Zum 15. Juli 1944 waren dem IMRDD 49 Einheiten unterstellt:
- Minenräumgruppe Obere Donau (Wien, Linz)
  - Untergruppe A: Enns (von Juli 1944 bis zum Untergang Anfang Oktober 1944), Jug Bogdan (von Mitte Juni 1944 bis Mai 1945 (US-Beute)), Linz (Stabsschiff ab Ende Juni 1944), Passau (von Mitte Juni 1944 bis Mitte Oktober 1944)
  - Untergruppe B: Bisamberg (ab Ende Juni 1944), Caecilia, KRF, Triton
  - Untergruppe C: Hacklstein, Neckar, Wotan, Zell
- Minenräumgruppe Untere Donau (Budapest, Pancevo)
  - Untergruppe A: Maros, Stefania, Tihany
  - Untergruppe B: Berettyo, Rákos, Sajó, Zoltán
  - Untergruppe C: Fulton, Ipolság
  - Untergruppe D: Petar Zrinjsky (von Juli 1944 bis zum Untergang Anfang Oktober 1944), Zagreb
  - Untergruppe E: Avala, Athur, Fruska Gora, Presern, Strossmeyer
  - Untergruppe F: Backa (ab Anfang Juni 1944), FZ 29, Ljubljana, Macva, Slovenac (von Juli 1944 bis zum Untergang Mitte September 1944)
- Minenräumgruppe Untere Donau (Russe)
  - Untergruppe A: Jacques Vuccino, Pasteur (ab Mitte Juni 1944), Sofia, UJ 314
  - Untergruppe B: Adrianopolis (ab August 1944), Descartes, Lavoisier, Mosel
  - Untergruppe C: Braunkohle VIII (von Mitte Juni 1944 bis zum Untergang Anfang September 1944), Kehl, Oder, Weichsel
  - Untergruppe D: Baden XV (von Mai 1944 bis zum Untergang Anfang September 1944), Baden XVI (von Mai 1944 bis zum Untergang Anfang September 1944), Kronos VIII (von Mai 1944 bis August 1944 (bulgarische Beute)), Ulm